# Ultimo (piosenkarz)
Ultimo, właśc. Niccolò Moriconi (ur. 27 stycznia 1996 w Rzymie) – włoski piosenkarz, autor tekstów i muzyk.

## Kariera
Naukę gry na fortepianie rozpoczął w Konserwatorium Santa Cecilia w Rzymie w wieku ośmiu lat, a sześć lat później napisał swoją pierwszą piosenkę. W 2016 zwyciężył w konkursie dla wschodzących grup i solistów włoskiej muzyki hip-hopowej, dzięki czemu nawiązał współpracę z wytwórnią Honiro, a w marcu 2017 wydał debiutancki singel – „Chiave”. Dwa miesiące później wystąpił jako support przed koncertem Fabrizio Moro w PalaLottomatica. W październiku 2017 wydał debiutancki album studyjny pt. Pianeti, z którym dotarł do 5. miejsca listy najlepiej sprzedających się albumów we Włoszech. 
W lutym 2018 z utworem „Il ballo delle incertezze” został laureatem koncertu „Debiutanci” podczas 68. Festiwalu Piosenki Włoskiej w San Remo. Po festiwalu wydał album pt. Peter Pan, który zadebiutował na szczycie oficjalnego rankingu sprzedaży albumów we Włoszech i został najlepiej sprzedającym się albumem wśród artystów, którzy uczestniczyli w minionej edycji festiwalu. W maju 2018 zagrał trasę koncertową Peter Pan Tour, obejmującą występy w wielu włoskich klubach oraz na trzech specjalnych koncertach w Rzymie i Mediolanie.
W lutym 2019 wystąpił z utworem „I tuoi particolari” w konkursie głównym podczas 69. Festiwalu Piosenki Włoskiej w San Remo i zajął drugie miejsce w końcowej klasyfikacji głosowania widzów oraz jury i dziennikarzy, choć w głosowaniu widzów zdobył pierwsze miejsce, uzyskując ponad 46% wszystkich głosów. W ramach protestu przeciwko niesprawiedliwości w systemie głosowania odmówił tradycyjnego zdjęcia wszystkich trzech finalistów dla tygodnika „TV Sorrisi e Canzoni”, a następnego dnia nie pojawił się w programie Domenica In, w którym – według tradycji – pojawiają się uczestnicy zakończonego dzień wcześniej festiwalu. Na znak solidarności z piosenkarzem udziału w programie odmówili także Loredana Bertè, Paola Turci i Francesco Renga. 5 kwietnia wydał album pt. Colpa delle favole, który zadebiutował na szczycie listy sprzedaży albumów we Włoszech i utrzymał się na pierwszym miejscu notowania przez pięć tygodni. 27 kwietnia 2019 wyruszył w trasę koncertową Colpa delle favole Tour w 19 miastach kraju, którą zakończył 4 lipca koncertem na Stadio Olimpico.

## Dyskografia

### Albumy
| Rok  | Tytuł                                                                                           | Najwyższa pozycja na liście | Certyfikat                | Sprzedaż        |
| Rok  | Tytuł                                                                                           | ITA                         | Certyfikat                | Sprzedaż        |
| ---- | ----------------------------------------------------------------------------------------------- | --------------------------- | ------------------------- | --------------- |
| 2017 | Pianeti - Wydany: 6 października 2017 - Wytwórnia: Honiro - Format: CD, digital download        | 5                           | - ITA: 3× platynowa płyta | - ITA: 150 000+ |
| 2018 | Peter Pan - Wydany: 9 lutego 2018 - Wytwórnia: Honiro - Format: CD, digital download            | 1                           | - ITA: 5× platynowa płyta | - ITA: 250 000+ |
| 2019 | Colpa delle favole - Wydany: 5 kwietnia 2019 - Wytwórnia: Honiro - Format: CD, digital download | 1                           | - ITA: 5× platynowa płyta | - ITA: 250 000+ |
| 2021 | Solo - Wydany: 22 października 2021 - Wytwórnia: Ultimo Records - Format: CD, digital download  | 1                           | - ITA: złota płyta        | - ITA: 25 000+  |

### Single
| Rok                                                | Tytuł                       | Najwyższa pozycja na liście | Certyfikat                | Sprzedaż        | Album              |
| Rok                                                | Tytuł                       | ITA                         | Certyfikat                | Sprzedaż        | Album              |
| -------------------------------------------------- | --------------------------- | --------------------------- | ------------------------- | --------------- | ------------------ |
| 2017                                               | „Chiave”                    | –                           |                           |                 | Pianeti            |
| 2017                                               | „Ovunque tu sia”            | –                           | - ITA: platynowa płyta    | - ITA: 50 000+  | Pianeti            |
| 2017                                               | „Sabbia”                    | –                           | - ITA: złota płyta        | - ITA: 25 000+  | Pianeti            |
| 2017                                               | „Pianeti”                   | 20                          | - ITA: 3× platynowa płyta | - ITA: 150 000+ | Pianeti            |
| 2017                                               | „Stasera”                   | –                           | - ITA: złota płyta        | - ITA: 25 000+  | Pianeti            |
| 2018                                               | „Il ballo delle incertezze” | 6                           | - ITA: 3× platynowa płyta | - ITA: 150 000+ | Peter Pan          |
| 2018                                               | „Poesia senza veli”         | 20                          | - ITA: 2× platynowa płyta | - ITA: 100 000+ | Peter Pan          |
| 2018                                               | „Cascare nei tuoi occhi”    | 9                           | - ITA: 3× platynowa płyta | - ITA: 150 000+ | Peter Pan          |
| 2018                                               | „Ti dedico il silenzio”     | 22                          | - ITA: 2× platynowa płyta | - ITA: 100 000+ | Peter Pan          |
| 2019                                               | „I tuoi particolari”        | 2                           | - ITA: 4× platynowa płyta | - ITA: 200 000+ | Colpa delle favole |
| 2019                                               | „Fateme cantà”              | 12                          | - ITA: złota płyta        | - ITA: 25 000+  | Colpa delle favole |
| 2019                                               | „Rondini al guinzaglio”     | 5                           | - ITA: 2× platynowa płyta | - ITA: 100 000+ | Colpa delle favole |
| 2019                                               | „Ipocondria”                | 23                          | - ITA: złota płyta        | - ITA: 25 000+  | Colpa delle favole |
| 2019                                               | „Piccola stella”            | 12                          | - ITA: 3× platynowa płyta | - ITA: 150 000+ | Colpa delle favole |
| 2019                                               | „Quando fuori piove”        | 20                          | - ITA: złota płyta        | - ITA: 25 000+  | Colpa delle favole |
| 2019                                               | „Tutto questo sei tu”       | 1                           | - ITA: 2× platynowa płyta | - ITA: 100 000+ | Solo               |
| 2020                                               | „22 settembre”              | 3                           | - ITA: 2× platynowa płyta | - ITA: 100 000+ | Solo               |
| 2020                                               | „7+3”                       | 21                          | - ITA: złota płyta        | - ITA: 25 000+  | Solo               |
| 2020                                               | „Buongiorno vita”           | 2                           | - ITA: platynowa płyta    | - ITA: 50 000+  | Solo               |
| 2020                                               | „Niente”                    | 8                           |                           |                 | Solo               |
| „–” oznacza, że singel nie był notowany na liście. |                             |                             |                           |                 |                    |